# Orthogonal frequency-division multiple access
Orthogonal Frequency-Division Multiple Access (OFDMA) è una versione multiutente dello schema di modulazione digitale Orthogonal frequency-division multiplexing (OFDM). In OFDMA, l'accesso multiplo è ottenuto assegnando a ciascun utente dei gruppi di sottoportanti, permettendo così di ottenere un relativamente basso data-rate di trasmissione da parte di ogni utente.

## Utilizzo
La tecnica OFDMA è usata nella modalità mobile dello standard IEEE 802.16 WirelessMAN Air Interface, più comunemente conosciuto come WiMAX e nelle reti Wi-Fi basate sullo standard IEEE 802.11ax ("Wi-Fi 6" e "Wi-Fi 6E"). 
OFDMA è anche impiegato nell'ambito delle ricerche relative al downlink del 3GPP LTE, chiamato High Speed OFDM Packet Access (HSOPA).
Inoltre, OFDMA è un metodo di accesso candidato ad essere incluso nello standard IEEE 802.22 "Wireless Regional Area Networks".